# نیایشگاه دورستونی

نقشهٔ یک پرستشگاه دورستونی.

دورستونی (یونانی قدیم: Περίπτερος، تلفظ: پریپتِرُس) نوعی نیایشگاه یونانی است که در آن دورتادور بخش اصلی ساختمان نیایشگاه کاملاً با یک ردیف ستون احاطه شده‌باشد.
پرستشگاه‌های دورستونی شکل ساده‌تر پرستشگاه‌های دورج‌ستونی هستند که در آن‌ها دو ردیف ستون گرداگرد ساختمان ساخته می‌شد.
اصطلاح دورستونی در معماری سبک دوریسی بسیار به‌کار می‌رفت.
از نمونه‌های این گونه نیایشگاه‌ها می‌توان به این دو اشاره کرد:
- نیایشگاه پارتنون در آتن
- نیایشگاه آپولو در کورینته